# زبان مورسای
زبان مورسای (همچنین داما، مردو، مریتو، مورزی، مورزو هم گفته می شود) یک زبان سورمی جنوب شرقی است که توسط قبیله مورسای که در منطقه اوموی جنوبی در سمت شرقی دره پایین رودخانه اومو در جنوب غربی اتیوپی، زندگی می‌کنند صحبت می‌شود. این زبان شبیه زبان سوری است، یکی دیگر از زبان های سورمی جنوب شرقی که در غرب منطقه، زبان مورسای صحبت می شود. تقریباً ۷۴۰۰ نفر به این زبان صحبت می کنند.